# Acta Sanctae Sedis
Acta Sanctae Sedis (lat. Djela Svete Stolice) je bila mjesečna publikacija koja je sadržavala glavne javne isprave koje je izdavao papa, izravno ili preko rimskih kongregacija. Novine su započele s izlaskom 1865., a 23. svibnja 1904. Svete Stolice je proglasila kako us svi dokumenti tiskani u njoj "autentični i službeni".
Mjesečnik je nastavio postojati još četiri godine, dok ga, dekretom Promulgandi Pontificias Constitutiones (29. rujna 1908.), papa Pio X. nije zamijenio s Acta Apostolicae Sedis, kojoj je dao status službenog glasila Svete Stolice.

## Vanjske poveznice
- Actae Sanctae Sedis